# Phryganistria longzhouensis
Phryganistria longzhouensis är en insektsart som beskrevs av Chen, S.C. och Yun He He 2008. Phryganistria longzhouensis ingår i släktet Phryganistria och familjen Phasmatidae. Inga underarter finns listade i Catalogue of Life.